# 哈布森尼布
哈布森尼布（Hapuseneb ）是古埃及十八王朝哈特谢普苏特女王统治2年至16年的阿蒙大祭司，他留下的文物不多，他的4个雕像（Louvre A134,Cairo CG 648,Bologna 1822,Cairo JE 39392)，卡诺匹斯罐（Turin 3304)和5个印章（现藏美国大都会博物馆）都被发现，他也在哈普的雕像（Turin 3061)和哈蒙尼姆哈布的雕像（Kairo CG 42112）出现。

## 生平
考古人员对哈布森尼布的早年生平了解不多，对他的生平记载也有限，他是女皇哈特谢普苏特在位第2年至第16年的阿蒙大祭司，他是阿蒙讲师，哈普与皇宫侍女，爱赫特波的儿子。他可能曾经参与协助建筑与布置哈特谢普苏特女皇在帝王谷里的陵墓(KV20)。他死后埋葬于他在上埃及的TT67号墓，其陵墓已被盗过。

## 家庭
他的家人都与皇室有关系，其母亲爱赫特波是一个皇宫工作的侍女，她出现于一个图特摩斯三世的神庙发现的花岗岩，其父亲哈普是阿蒙讲师，哈布森尼布还有一个做阿蒙神的书吏的哥哥，萨阿蒙（Sa-Amun），他也有一个姐姐叫雅赫摩斯(Ahmose)。他与阿蒙霍特普（妻子）有许多孩子，其中一个作阿蒙女歌星的女儿，Sen-seneb嫁给了第二位阿蒙大祭司，Puyemre。
儿子：Djehutjmes-machet,User-pechtj和Aa-cheper-ka-ra-nefer(为图特摩斯二世祭坛的祭师)
女儿：Henut,Henut-nefert(为阿蒙女歌星),Sen-seneb(为阿蒙女歌星)和Ta-em-resefu(为阿蒙女歌星)

## 埋葬
哈布森尼布埋葬于上埃及的TT67号墓，其墓已被盗过。